# Оцхи (циклон)
Циклон-шторм Оцхи (англ. Ockhi) — активный тропический циклон, угрожавший Индии, и являвшийся наиболее интенсивным из проходивших через Аравийское море, начиная с Циклона Мег в 2015 году.
Третий и самый сильный шторм Тропических циклонов на севере Индийского океана в 2017 году «Оцхи» возник 29 ноября, ориентировочно из района нестабильной погоды вблизи Шри-Ланки.

## Ссылка
- https://ua.censor.net.ua/news/3037032/shtorm_na_shrilantsi_zabrav_jyttya_26_osib_sered_zagyblyh_ye_ukrayinets_dw Архивная копия от 19 декабря 2017 на Wayback Machine
- http://www.pravda.com.ua/news/2017/12/2/7164063/ Архивная копия от 11 января 2018 на Wayback Machine